# Uładzimir Czapielin
Uładzimir Witalewicz Czapielin (biał. Уладзімір Віталевіч Чапелін; ur. 15 lipca 1988 w Mohylewie) – białoruski biathlonista, uczestnik Zimowych Igrzysk Olimpijskich 2014.
21 stycznia 2010 zadebiutował w zawodach Pucharu Świata zajmując 25. miejsce w biegu indywidualnym.

## Osiągnięcia

### Igrzyska olimpijskie
| Rok  | Miejscowość | Konkurencje | Konkurencje | Konkurencje | Konkurencje | Konkurencje | Konkurencje | Konkurencje |
| Rok  | Miejscowość | IN          | SP          | PU          | MS          | RL          | MR          | SR          |
| ---- | ----------- | ----------- | ----------- | ----------- | ----------- | ----------- | ----------- | ----------- |
| 2014 | Soczi       | 49.         | 29.         | 41.         | –           | 13.         | 10.         | nd.         |

### Mistrzostwa świata
| Rok  | Miejscowość          | Konkurencje | Konkurencje | Konkurencje | Konkurencje | Konkurencje | Konkurencje | Konkurencje |
| Rok  | Miejscowość          | IN          | SP          | PU          | MS          | RL          | MR          | SR          |
| ---- | -------------------- | ----------- | ----------- | ----------- | ----------- | ----------- | ----------- | ----------- |
| 2011 | Chanty-Mansyjsk      | –           | 59.         | 58.         | –           | 13.         | –           | nd.         |
| 2013 | Nové Město na Moravě | 46.         | 57.         | 53.         | –           | 15.         | –           | nd.         |
| 2015 | Kontiolahti          | 41.         | 43.         | 38.         | –           | 10.         | 4.          | nd.         |
| 2016 | Oslo                 | 56.         | 13.         | 23.         | –           | 15.         | 9.          | nd.         |
| 2017 | Hochfilzen           | 31.         | 65.         | –           | –           | 19.         | 22.         | nd.         |
| 2019 | Östersund            | 15.         | 40.         | 41.         | –           | 10.         | –           | 16.         |

### Mistrzostwa świata juniorów
| Rok  | Miejscowość | Konkurencje | Konkurencje | Konkurencje | Konkurencje | Konkurencje | Konkurencje | Konkurencje |
| Rok  | Miejscowość | IN          | SP          | PU          | MS          | RL          | MR          | SR          |
| ---- | ----------- | ----------- | ----------- | ----------- | ----------- | ----------- | ----------- | ----------- |
| 2007 | Martell     | –           | 65.         | –           | nd.         | –           | nd.         | nd.         |
| 2008 | Ruhpolding  | 35.         | 39.         | 27.         | nd.         | 11.         | nd.         | nd.         |
| 2009 | Canmore     | 29.         | 21.         | 16.         | nd.         | 3.          | nd.         | nd.         |

### Mistrzostwa Europy
| Rok  | Miejscowość    | Konkurencje | Konkurencje | Konkurencje | Konkurencje | Konkurencje | Konkurencje | Konkurencje |
| Rok  | Miejscowość    | IN          | SP          | PU          | MS          | RL          | MR          | SR          |
| ---- | -------------- | ----------- | ----------- | ----------- | ----------- | ----------- | ----------- | ----------- |
| 2010 | Otepää         | 19.         | 23.         | 19.         | nd.         | 11.         | nd.         | nd.         |
| 2011 | Ridnaun        | –           | 30.         | 20.         | nd.         | 3.          | nd.         | nd.         |
| 2012 | Brezno-Osrblie | 44.         | 33.         | 19.         | nd.         | 9.          | nd.         | nd.         |

### Mistrzostwa Europy juniorów
| Rok  | Miejscowość          | Konkurencje | Konkurencje | Konkurencje | Konkurencje | Konkurencje | Konkurencje | Konkurencje |
| Rok  | Miejscowość          | IN          | SP          | PU          | MS          | RL          | MR          | SR          |
| ---- | -------------------- | ----------- | ----------- | ----------- | ----------- | ----------- | ----------- | ----------- |
| 2008 | Nové Město na Moravě | 29.         | 17.         | 13.         | nd.         | 4.          | nd.         | nd.         |
| 2009 | Ufa                  | 9.          | 3.          | 7.          | nd.         | 3.          | nd.         | nd.         |

### Puchar Świata

#### Miejsca w klasyfikacji generalnej
| Sezon     | Miejsce |
| --------- | ------- |
| 2009/2010 | 96.     |
| 2010/2011 | 101.    |
| 2013/2014 | 64.     |
| 2014/2015 | 42.     |
| 2015/2016 | 47.     |
| 2016/2017 | 47.     |
| 2017/2018 | 68.     |
| 2018/2019 | 59.     |

#### Miejsca na podium chronologicznie
| Lp. | Dzień     | Rok  | Miejscowość | Konkurencja                | Lokata | Pudła   | Czas biegu  | Strata      | Zwycięzca       |
| --- | --------- | ---- | ----------- | -------------------------- | ------ | ------- | ----------- | ----------- | --------------- |
| 1.  | 1 grudnia | 2016 | Östersund   | Bieg indywidualny na 20 km | 3.     | 1+0+0+0 | 52:58.1 min | +1:24.3 min | Martin Fourcade |